# Liste der Bodendenkmale in Gräfenhainichen
In der Liste der Bodendenkmale in Gräfenhainichen sind alle Bodendenkmale der Stadt Gräfenhainichen und ihrer Ortsteile aufgelistet. Grundlage ist die Veröffentlichung der Landesdenkmalliste mit Stand vom 25. Februar 2016.  Die Baudenkmale sind in der Liste der Kulturdenkmale in Gräfenhainichen aufgeführt.
| Denkmal-ID | Fundart             | Ortsteil            | Bezeichnung                                      | Zeitstellung | Lage                                                                      | Bemerkungen | Bild |
| ---------- | ------------------- | ------------------- | ------------------------------------------------ | ------------ | ------------------------------------------------------------------------- | --- | ---- |
| 428300807  | Grabmal > Grabhügel | Dübener Heide       | Grabhügel                                        | undatiert    | an der Straße 1,6 km südlich Tornau                                       | Grabhügel an östlicher Straßenseite auf einem leichten W-O verlaufenden Geländekamm, Höhe ca. 1,5 m, relativ gut erhalten, jedoch mit älterer zentraler Angrabung, Dm ca. 12–14 m                                                                   |      |
| 428300808  | Grabmal > Grabhügel | Dübener Heide       | Grabhügel                                        | Bronzezeit   | 4,2 km nordnordwestlich Söllichau                                         | Grabhügel nicht lokalisierbar |      |
| 428300810  | Grabmal > Grabhügel | Dübener Heide       | Grabhügel                                        | Bronzezeit   | 1,5 km südöstlich Mark Schmelz                                            | Möglicherweise zerstört – kein Grabhügel lokalisierbar |      |
| 428300850  | Grabmal > Grabhügel | Dübener Heide       | Grabhügel                                        | Bronzezeit   | 3,0 km nordöstlich von Schköna v                                          | |      |
| 428300812  | Grabmal > Grabhügel | Dübener Heide       | Hügelgräbergruppe, 32 Grabhügel                  | undatiert    | Wald 2,4 km nordnordöstlich von Tornau                                    | |      |
| 428301119  | Grabmal > Grabhügel | Dübener Heide       | Hügelgräberfeld, 14 Grabhügel                    | undatiert    | Koordinaten fehlen! Hilf mit.                                             | 16 Grabhügelverachtsstellen |      |
| 428301127  | Grabmal > Grabhügel | Dübener Heide       | 4 Grabhügel                                      | undatiert    | 500 m östl. vom Ortsausgang Eisenhammer Richtung Ateritz                  | 4 Grabhügelstellen in leichter Hanglage |      |
| 428300803  | Grabmal > Grabhügel | Dübener Heide       | Hügelgräbergruppe, 5 Grabhügel                   | undatiert    | Wald 900 m südöstlich Mark Schmelz                                        | Grabhügel haben unterschiedlichen Erhaltungszustand, Forstpflugschäden. |      |
| 428301127  | Grabmal > Grabhügel | Dübener Heide       | 4 Grabhügel                                      | undatiert    | 500 m östl. vom Ortsausgang Eisenhammer Richtung Ateritz                  | 4 Grabhügelstellen in leichter Hanglage |      |
| 428301121  | Grabmal > Grabhügel | Dübener Heide       | Hügelgräberfeld, 17 Grabhügel                    | Bronzezeit   | 0,5 km östlich von Eisenhammer                                            | |      |
| 428301152  | Grabmal > Grabhügel | Gräfenhainichen     | GräfenhainichenHügelgräberfeld, ca. 16 Grabhügel | undatiert    | ca. 2 km Ortsausgang von Gräfenhainichen, südl. der B107,                 | |      |
| 428301155  | Grabmal > Grabhügel | Gräfenhainichen     | Hügelgräberfeld, ca. 35 Grabhügel                | undatiert    | ca. 2,0 km SO von Mescheide, nördl. der B107                              | 35 kleinere, zumeist flache Grabhügel |      |
| 428300830  | Grabmal > Grabhügel | Gräfenhainichen     | 5 Hügelgräber Breitewitzer Heide                 | Bronzezeit   | 4,0 km südöstl. vom Ort, Gruppe von 5 Hügeln                              | |      |
| 428301154  | Grabmal > Grabhügel | Gräfenhainichen     | 6 Grabhügel                                      | undatiert    | östlich der B107 Lage                                                     | 6 Grabhügel, z. T. gut erkennbar trotz hoher Vegetation. Im Umfeld zahlreiche Abgrabungen zu erkennen |      |
| 428300868  | Befestigung > Burg  | Gräfenhainichen     | Niederungsburg, Wohnschloss                      | Mittelalter  | NÖ im Ort Lage                                                            | Grabenform um die Schlossruine kann erahnt werden durch geringe Bodenniveauunterschiede. Das Gräfenhainicher Schloss wurde im 12./13. Jh. auf den Ruinen einer älteren Burganlage errichtet.                                                        |      |
| 428301153  | Grabmal > Grabhügel | Gräfenhainichen     | Hügelgräbergruppe, 6 Grabhügel                   | undatiert    | 2,1 km SÖ von Ortsausgang GHC, 320 m SÖ von Fpl. 32, ca. 460 m S der B107 | Gelände z. T. schwer begehbar, 6 GH erfasst |      |
| 428301125  | Grabmal > Grabhügel | Gräfenhainichen     | Hügelgräbergruppe, 16 Grabhügel                  | undatiert    | 2,5 km NNW von Hohenlubast                                                | |      |
| 428301151  | Grabmal > Grabhügel | Gräfenhainichen     | Hügelgräberfeld, 14 Grabhügel                    | undatiert    | ca. 1,5 km NNW vom Ortsausgang Hohenlubast, östl. der B107                | |      |
| 428301128  | Grabmal > Grabhügel | Gräfenhainichen     | Hügelgräbergruppe, 8 Grabhügel                   | undatiert    | 1,1 km NW von Hohenlubast Lage                                            | lichter Kiefernwald mit Grasdecke, im Umfeld können noch weitere GH-Stellen liegen |      |
| 428301137  | Grabmal > Grabhügel | Jüdenberg           | Hügelgräbergruppe, 6 Grabhügel                   | undatiert    | ca. 500 m östlich vom Spitzen Berg Lage                                   | Ehemals militärisch genutztes Gebiet. 6 gut erhaltene Grabhügel erkennbar, auch weitere, mögliche (militärische Verwendung). Die Grabhügel haben Höhen bis zu 1,5 m und Durchmesser zwischen 14 und 18 m.                                           |      |
| 428300835  | Grabmal > Grabhügel | Jüdenberg           | 4 Grabhügel                                      | Bronzezeit   | am Waldrand, SW von Jüdenberg Lage                                        | Grabhügel inmitten der Dünenlandschaft schwer einzuschätzen – 2 Verdachtshügel mit ca. 18 m Dm, überfahren |      |
| 428300834  | Grabmal > Grabhügel | Jüdenberg           | Hügelgräbergruppe, 6 Grabhügel                   | Bronzezeit   | 1,0 km nordwestl. vom Ort, östl. der Straße nach Oranienbaum Lage         | |      |
| 428300842  | Grabmal > Grabhügel | Mescheide           | Hügelgräbergruppe 8 Grabhügel                    | Bronzezeit   | 1,2 km südöstl. vom Ort, Gruppe von 8 Hügeln                              | kleine, unförmige Hügel |      |
| 428300832  | Grabmal > Grabhügel | Möhlau              | Hügelgräber „Knabenhau“, 10 Grabhügel            | Bronzezeit   | 1,7 km nordöstl. vom Ort Lage                                             | |      |
| 428300836  | Grabmal > Grabhügel | Möhlau              | Hügelgräber, Zwergsberge, 25 Grabhügel           | Bronzezeit   | 1,0 km nordwestl. vom Ort Lage                                            | |      |
| 428300851  | besonderer Stein    | Schköna             | Näpfchenstein „Teufelsstein“                     | Bronzezeit   | 0,5 km südwestlich vom Ort Lage                                           | Tonnenschwerer, halbrunder Fels (Granit), umfasst ca. 8 m. Höhe über Boden ca. 1,50 m, etwa 1,50 m noch tief im Boden liegend. An der nordöstlichen Felsoberfläche erkennt man deutlich Näpfchenformen.                                             |      |
| 428300849  | Grabmal > Grabhügel | Schköna             | Hügelgräberfeld ‚Mark Gemeln‘, 32 Grabhügel      | Bronzezeit   | 2,0 km südwestlich vom Ort, ‚Haferthaler Forst‘                           | |      |
| 428300833  | Grabmal > Grabhügel | Schköna Hohenlubast | 10 Hügelgräber „Thielenhaide“                    | Bronzezeit   | 2,1 km nordöstlich vom Ort Lage                                           | Alle Hügel weisen eindeutige Grabspuren auf. |      |
| 428300752  | Grabmal > Grabhügel | Tornau              | Grabhügel – unbestätigt                          | Bronzezeit   | Wald 800 m westlich Ort                                                   | kein Grabhügel lokalisiert |      |
| 428300753  | Grabmal > Grabhügel | Tornau              | Grabhügel                                        | Bronzezeit   | Wald 1 km südöstlich Ort, 900 m + 1200 m südlich Tornau Lage              | Ausgrabungen 1951/52, GH1 (westlich) GH noch erkennbar mit Bodeneingriffen, DM 25 m Höhe ca. 1,5 m. Gut als GH wahrnehmbar. Nördliche Gruppe – 3 Grabhügelstellen mit Dm bis 20 m, Höhe zwischen 0,75 und 1,25 m,                                   |      |
| 428301117  | Grabmal > Grabhügel | Tornau              | Hügelgräberfeld, 21 Grabhügel                    | undatiert    | Lage                                                                      | Einige Hügelstellen sind aufgrund ihrer Lage in diesem Binnendünnengebiet archäologisch nur vage einschätzbar. |      |
| 428301118  | Grabmal > Grabhügel | Tornau              | Verdachtsstellen von 2 Grabhügel,                | undatiert    | 800 m SW vom Eisenhammer                                                  | |      |
| 428301105  | Grabmal > Grabhügel | Tornau              | Hügelgräberfeld, 9 Grabhügel                     | undatiert    | Koordinaten fehlen! Hilf mit.                                             | 9 Hügelgräber bzw. -reste (GH 1601–1609) – z. T. sehr flach – und weitere Verdachtsstellen (nicht verortet), Kiefernforst mit Terrassenlagen, die Verdachtsstellen vermuten lassen.                                                                 |      |
| 428300861  | Grabmal > Grabhügel | Tornau              | Hügelgräberfeld, 17 Grabhügel                    | Bronzezeit   | 1,5 km nordöstlich vom Ort                                                | Fundplatz nahe OA Dübener Heide |      |
| 428300860  | Grabmal > Grabhügel | Tornau              | Hügelgräberfeld, 15 Grabhügel                    | Bronzezeit   | 4,2 km nördlich vom Ort Lage                                              | |      |
| 428300769  | Grabmal > Grabhügel | Tornau              | Hügelgräberfeld, 20 Grabhügel                    | undatiert    | Lage                                                                      | |      |
| 428300862  | besonderer Stein    | Tornau              | Näpfchenstein „Lutherstein“                      | Bronzezeit   | 4,0 km nördl. vom Ort, an der B2 Lage                                     | 3 m × 1,70 m großer Granitblock. Südseite = längste Seite, Ostseite ca. 1 m, Nordseite ca. 2 m und Westseite ca. 1,70 mit abgebrochener SW-Ecke. Auf dem Stein finden sich Ritzungen. Hauptritzung thematisiert Luthers „Eine feste Burg ist Gott“. |      |
| 428300806  | Grabmal > Grabhügel | Tornau              | Hügelgräber                                      | Bronzezeit   | im Ort Eisenhammer                                                        | keine markanten Merkmale für Hügelgräber zu finden |      |
| 428300782  | Grabmal > Grabhügel | Zschornewitz        | Hügelgrab                                        | Bronzezeit   | 1,3 km süd-südwestlich Zschornewitz Lage                                  | Kein Hügelgrab wahrnehmbar. Territorium war ehemals Kippengelände. |      |
| 428300781  | Grabmal > Grabhügel | Zschornewitz        | Grabhügel                                        | undatiert    | 500 m südwestlich Zschornewitz                                            | Ehemaliges Braunkohlentagebaugelände. |      |
| 428300744  | Grabmal > Grabhügel | Zschornewitz        | Grabhügel „Zwergberge“                           | Bronzezeit   | Wald, 1,4 km südsüdwestlich Ort Lage                                      | Gelände wurde ausgehoben und rekultiviert. |      |